# Carl Rechlin

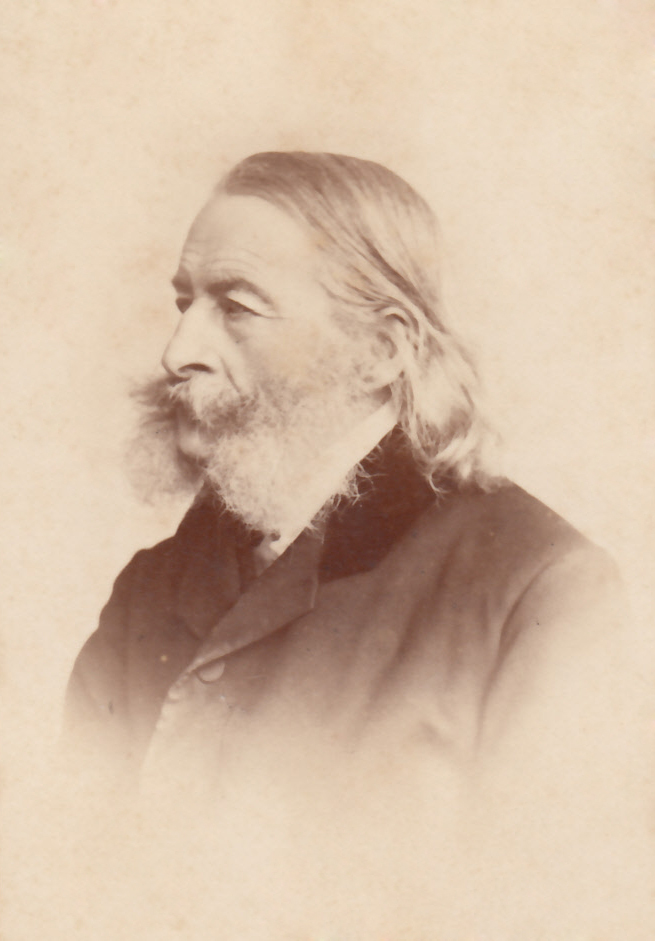
Carl Rechlin

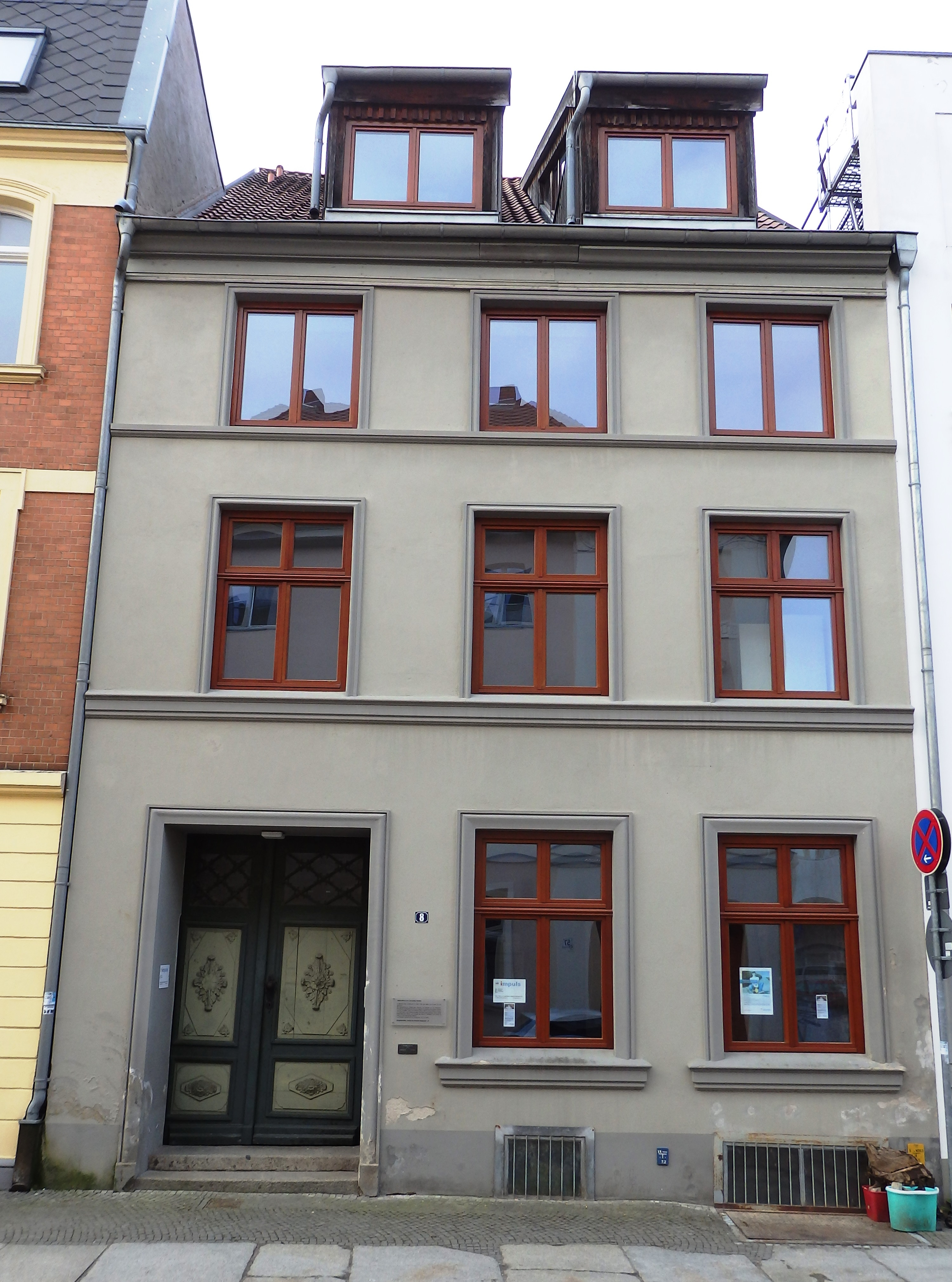
Geburtshaus von Carl Rechlin in Stralsund, Gedenktafel rechts neben Eingangstür

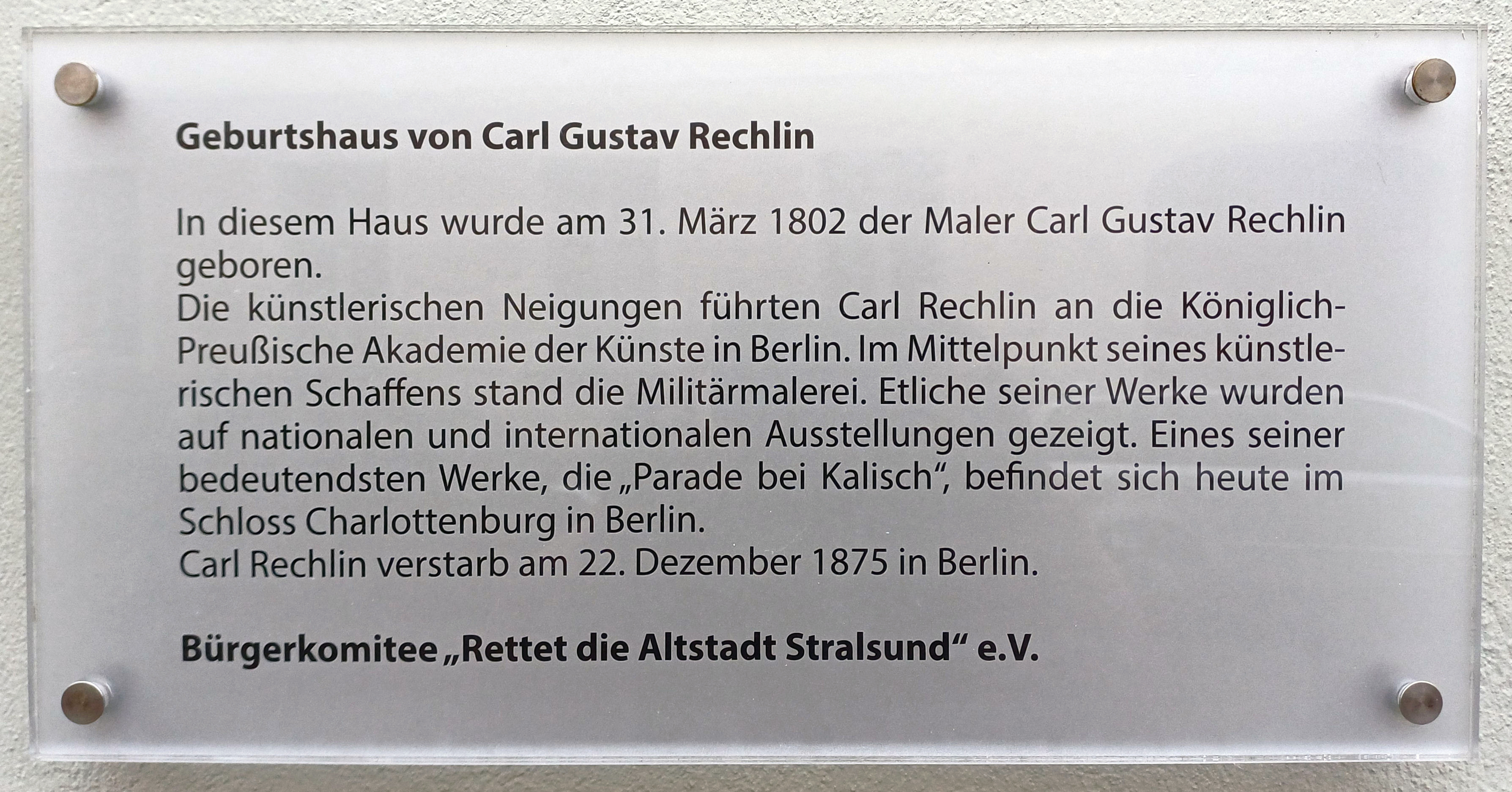
Gedenktafel an seinem Geburtshaus in Stralsund

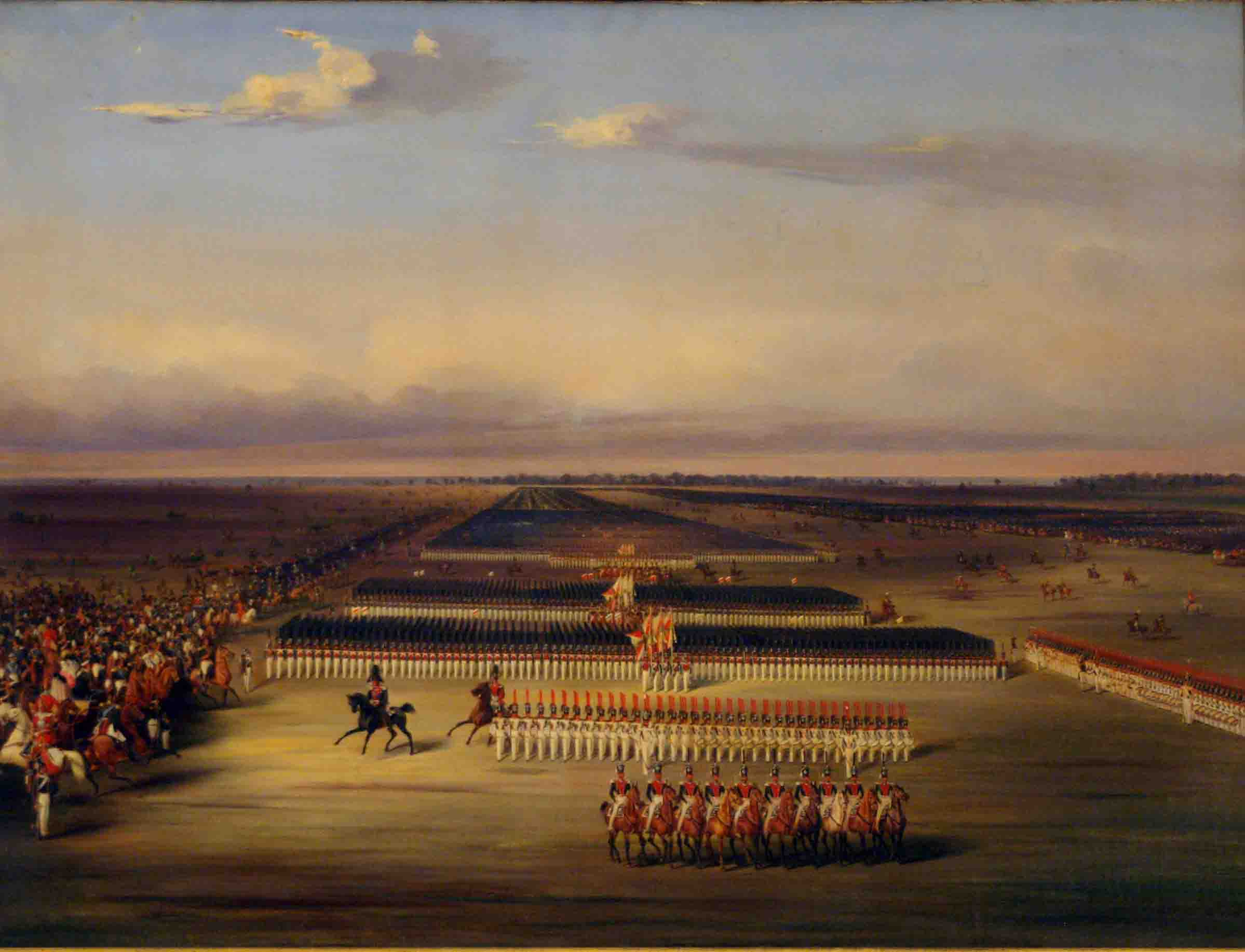
Parade bei Kalisch
am 14. September 1835

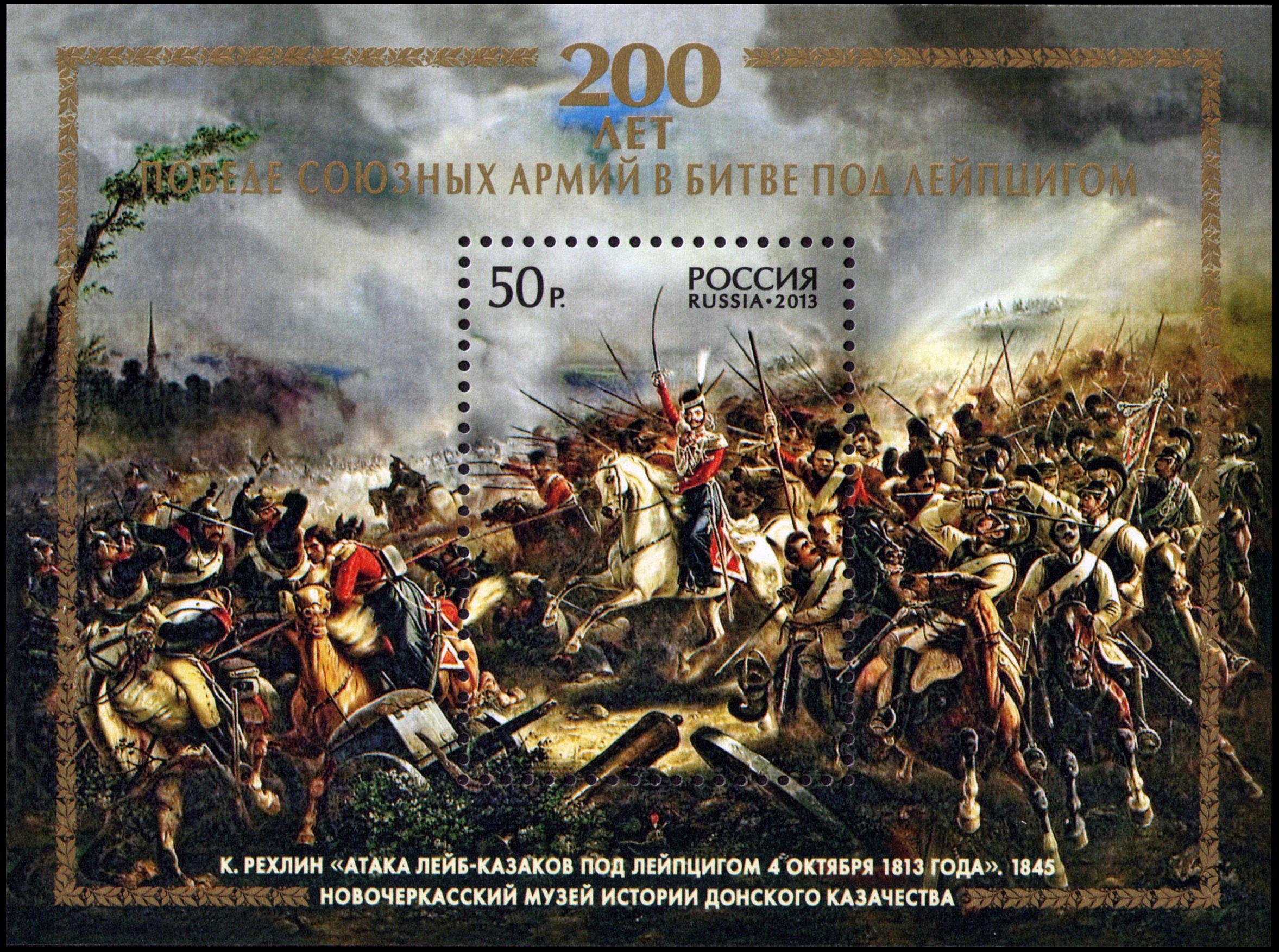
Stamp of Russia 2013 No 1739 Battle of Leipzig

Carl Gustav Rechlin (* 31. März 1802 in Stralsund; † 22. Dezember 1875 in Tempelhof bei Berlin) war ein deutscher Schlachten- und Genremaler.

## Leben
Carl Rechlin wurde als sechstes Kind des Schneidermeisters Georg Fridrich Rechlin (1761–1809) und seiner Frau Catharina Sophia (1765–1811), geb. Greck, in Stralsund geboren. In seinem künstlerischen Bestreben wurde er in jungen Jahren durch Wilhelm von Humboldt gefördert. Seine Ausbildung erhielt er zwischen 1826 und 1828 an der Königlichen Akademie der Künste in Berlin. Die Zeugnisse seiner Zeit legen nahe, dass er möglicherweise ein Schüler Franz Krügers war. In seinem Wirken eiferte er ihm nach.
Im Jahre 1830 fertigte er zusammen mit Ludwig Elsholtz und Julius Schultz das Uniformwerk Das Preußische Heer an. Im Auftrag des preußischen Königshauses und des russischen Kaiserhofes schuf er etliche Gemälde mit Themen aus den Befreiungskriegen und aus dem militärischen Alltag seiner Zeit. Seine Werke tragen unterschiedliche Signaturen. Bekannt sind die Varianten: „C.Rechlin“, „CRechlin“ und „Rechlin“.
Eines der Auftragswerke ist die Einweihung der Alexandersäule in Petersburg, deren Zeitzeuge er 1834 war. Das Auftragswerk wurde im Königlichen Palais in Berlin platziert. Ein weiteres bedeutendes Auftragswerk ist die Parade bei Kalisch. Es zeigt eine Szene aus dem Manöver bei Kalisch im September 1835, das gemeinsam von Preußen und Russland abgehalten wurde. Das Gemälde ist heute im Schloss Charlottenburg zu sehen.
Zwischen 1832 und 1863 wurden seine Werke unter anderem auf den Kunstausstellungen der Königlichen Akademie der Künste in Berlin ausgestellt. Nach dem Vorbild der ersten Weltausstellung, der Great Exhibition in London 1851, fand in New York vom 14. Juli 1853 bis zum 1. November 1854 die Exhibition of the Industry of All Nations statt. Rechlin präsentierte hier sein 4 × 6 m großes Gemälde Moment nach der Schlacht bei Kulm. General Vandamme als Gefangener vor Kaiser Alexander und Friedrich Wilhelm III.
Rechlin fertigte 1840 ein Gemälde vom Kampf des Majors Karl Friedrich Friccius bei der Erstürmung des Grimmaischen Tores am 19. Oktober 1813 in Leipzig. Er zeigte den Augenblick, als Major Friccius durch die Bresche in die Stadt eindringt und hing im Sitzungssaal des Magistrats im Kneiphöfischen Rathaus in Königsberg unterhalb eines Porträts König Friedrich Wilhelms III. Es wurde am 29./30. August 1944 durch den Brand, den eine englische Phosphorbombe ausgelöst hatte, zerstört.
Für die Königliche Porzellanmanufaktur Berlin (KPM) fertigte er mehrere Miniaturausgaben seiner Gemälde als Motivvorlagen für Porzellanvasen.
Seit 1849 war Rechlin als Lehrer für das freie Handzeichnen am Berliner Kadettenhaus tätig. 1857 wurde er zum Professor ernannt. Die Lehrtätigkeit übte er bis kurz vor seinem Tod im Jahr 1875 aus.
1833 heiratete Rechlin die wohlhabende Bauerntochter Agnes Louise Auguste Sophie Stackebrandt aus Tempelhof, mit der er sieben Kinder bekam. Die Familie wohnte in der Tempelhofer Dorfstraße. 1862 starb seine Ehefrau an Wassersucht.
Durch eine fortschreitende Erblindung war es ihm in späteren Jahren kaum noch möglich, künstlerisch tätig zu sein. Am 22. Dezember 1875 starb Rechlin an Schwäche. Er wurde auf dem alten Kirchhof der Tempelhofer Dorfkirche beerdigt.
Rechlins zweiter Sohn, Carl Wilhelm Ludwig Bernhard Rechlin (* 24. Oktober 1836 in Tempelhof; † 26. Dezember 1882 in Tempelhof), wurde gleichfalls Schlachtenmaler. Die Namens- und Berufsgleichheit von Vater und Sohn führte nach deren Tod dazu, dass sie in der Künstlerwelt irrtümlich zu einer Person zusammengefasst wurden.
Im Jahr 2013 wurde in Russland zu Ehren des 200. Jahrestages der Völkerschlacht bei Leipzig eine Sonderbriefmarke mit der Abbildung des Gemäldes Attacke der Leib-Kosaken bei Leipzig am 4. Oktober 1813 herausgegeben.

## Werke (Auswahl)
Für Rechlin lassen sich ca. 85 Werke nachweisen.
- 1832: Gruppe aus dem Frühjahrsmanöver 1832
- 1834: Einweihung der Alexandersäule zu St. Petersburg am 11. Sept. 1834. Gefertigt im Auftrag Friedrich Wilhelm III.
- 1835: Parade bei Kalisch am 14. September 1835. Gefertigt im Auftrag Friedrich Wilhelm III., heute: Schloss Charlottenburg
- um 1835: Ein Preußischer Invalide vor einem Bauernhause, heute: Stiftung Preußische Schlösser und Gärten Berlin-Brandenburg (Depot)
- 1836: Strandgegend mit bewegter See.  Staffage: ein alter Lootse mit zwei Kindern
- 1837: Die Abschieds-Parade zu Kalisch. Gefertigt im Auftrag Friedrich Wilhelm III.
- 1837: Gefechtsszene aus den Befreiungskriegen, heute: Stiftung Preußische Schlösser und Gärten Berlin-Brandenburg (Depot)
- 1839: Gefecht bei Goldberg
- 1840: Die Erstürmung des Grimmaer Thores zu Leipzig. Gefertigt im Auftrag Friedrich Wilhelm III.
- 1844: Schlacht bei Leipzig. Gefertigt im Auftrag des russischen Kaisers Nikolaus II., heute: Staatliches Ermitage Museum
- 1845: Attacke der Leib-Kosaken bei Leipzig am 4. Oktober 1813. Gefertigt für die Familie Orlow, heute: Museum der Geschichte der Don-Kosaken in Nowotscherkassk
- 1849: Moment nach der Schlacht bei Kulm. General Vandamme als Gefangener vor Kaiser Alexander und Friedrich Wilhelm III. Gefertigt im Auftrag des Zaren Nikolaus I., heute: Hamburger Kunsthalle (Depot)
- 1858: Schlacht bei la Belle Alliance am 18. Juni 1815 (Blücher und Wellington bei Waterloo)
- 1867: Schlacht bei Skalitz (Des Königs Grenadier Regiment bei Skalitz)
- um 1872: Schlachten-Album des Deutsch-Französischen Feldzuges 1870-71. Photographische Abbildungen nach Skizzen von Prof. Rechlin. Hrsg. Rudolf Worgitzky, Berlin